# Club de Yates de Acapulco
Der Club de Yates de Acapulco ist der Yachthafen von Acapulco. Er liegt an der Küste des Pazifik und wurde im Dezember 1955 eröffnet. Er wurde für die Olympischen Sommerspiele 1968, deren Segelwettbewerbe dort ausgetragen wurden, umgebaut und erweitert. Das Marine-Ministerium ließ 20.000 Quadratmeter neue Docks bauen. Zudem wurde eine Plattform für das olympische Feuer und die Siegerehrungen errichtet. Nach den Olympischen Spielen blieb der Hafen weiter in Benutzung.